# Bovista plumbea
Boviste plombée
Espèce
La Boviste plombée (Bovista plumbea) est une espèce de champignons basidiomycètes de la famille des Agaricaceae. C'est un champignon en forme de boule blanche, qui a la particularité de se détacher de son substrat quand il vieillit et de se déplacer alors au gré du vent. Lorsque son enveloppe extérieure sèche et se craquèle, elle laisse apparaître une membrane inférieure couleur de plomb, qui lui vaut son nom. Elle est commune et largement répartie dans l'hémisphère nord, et apparait dans les milieux herbeux en été et en automne. C'est un champignon comestible lorsqu'il est jeune.

## Taxinomie

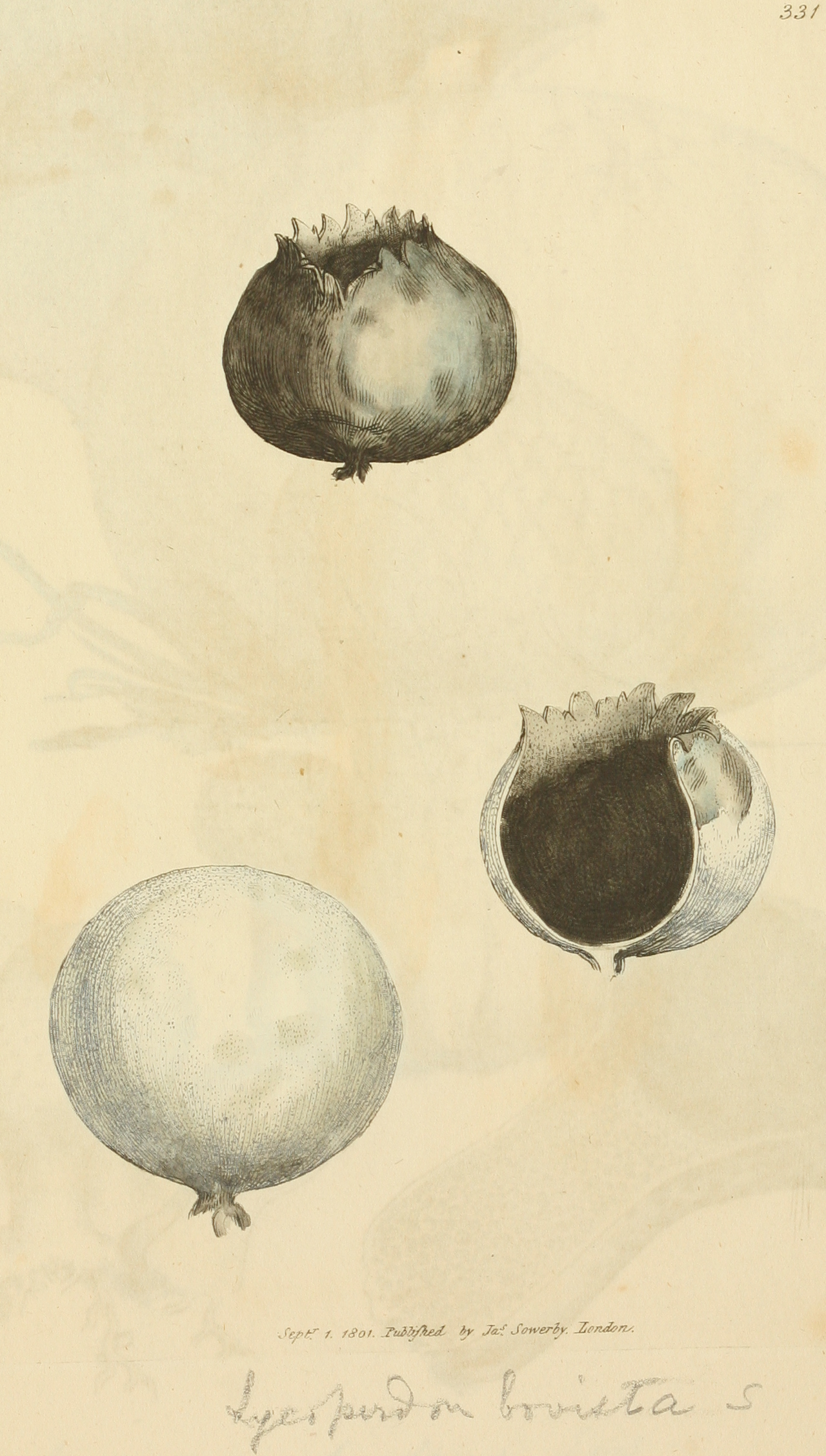
Planche illustrée par James Sowerby (1797).

L'espèce est décrite pour la première fois en 1784 par le botaniste français Pierre Bulliard sous le nom de Lycoperdon ardosiacum. C'est le mycologue sudafricain Christiaan Hendrik Persoon qui lui donne en 1796 son nom actuel de Bovista plumbea, espèce type du genre Bovista. Il provient du latin bos, le bœuf, en raison de ses dimensions. L'épithète spécifique fait référence à la teinte plombée du champignon mature.
Comme les vesses-de-loup, les bovistes ont longtemps été classées dans le groupe des Gastéromycètes, une classe désormais obsolète car paraphylétique. L'ancienne famille des Lycoperdaceae a également été abandonnée et ces champignons font maintenant partie des Agaricaceae, aux côtés des agarics, des lépiotes ou des coprins, malgré leur morphologie très différente.

## Description

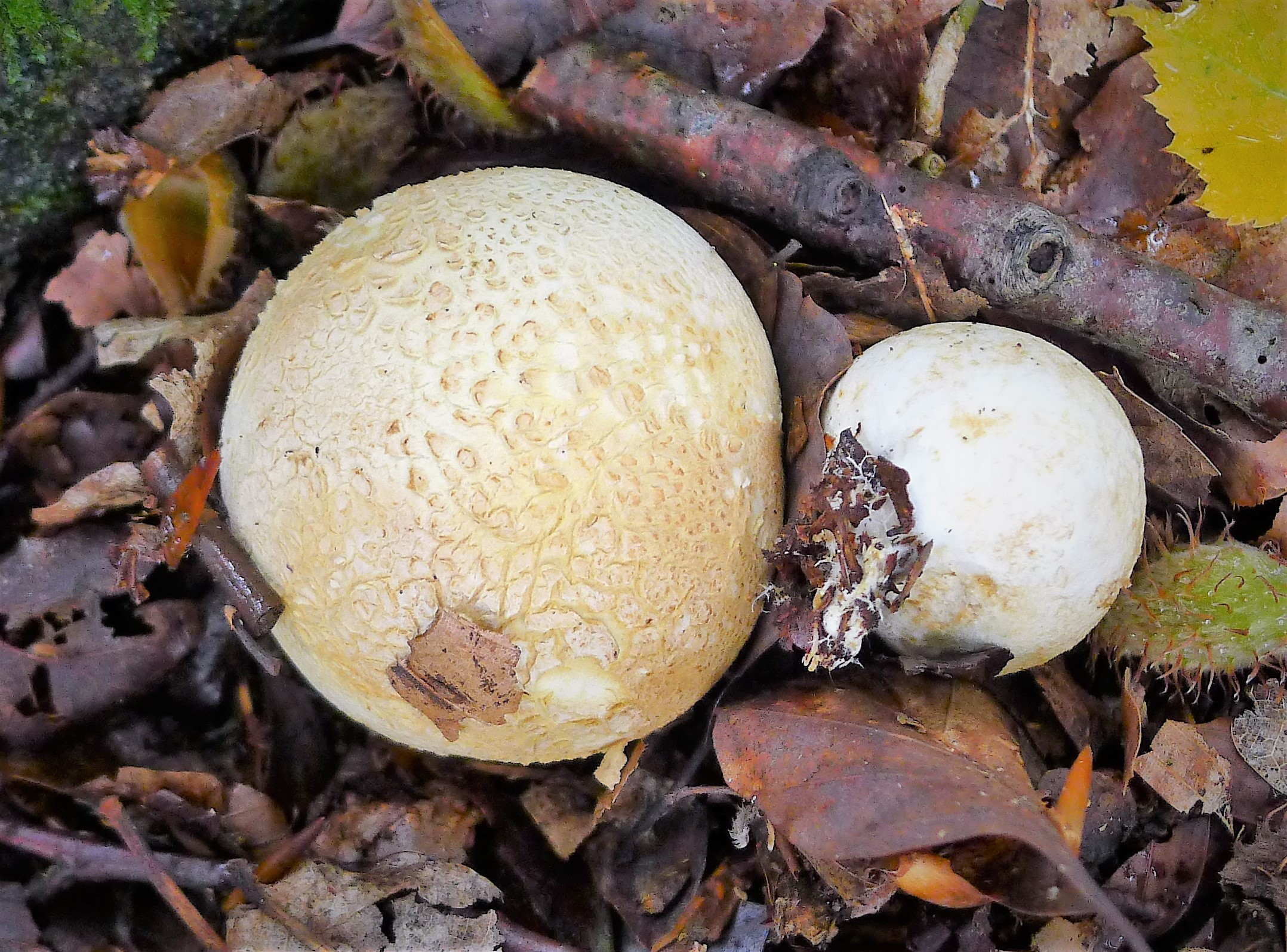
La membrane extérieure se détache à maturité (gauche). Le basidiome n'est rattaché au substrat que par de fragiles filaments rhizomorphiques (droite).

Le basidiome est globuleux, un peu déprimé, et mesure de 1,5 à 5 cm de diamètre. Sa base, qui est souvent plissée, est reliée au substrat par des filaments qui se rompent à maturité et lui permettent de rouler sous l'action du vent. L'enveloppe externe (exopéridium) est blanche et dépourvue d'aiguillons, et finit par se détacher en plaques fragiles pour découvrir la membrane interne (endopéridium). Celle-ci est papyracée, d'abord blanchâtre puis terne avec des reflets métalliques (comme du plomb), et s'ouvre par un pore circulaire lobé. La glèbe est blanche et ferme chez les jeunes spécimens, puis devient molle et brunit, pour devenir poudreuse à maturité. Sa saveur est neutre et son odeur faiblement fongique. La sporée est brun olive.

### Espèces proches
La Boviste plombée peut être confondue avec la Boviste noircissante (Bovista nigrescens (en)), qui n'a cependant pas cette teinte de plomb. Elle ressemble aussi à la Boviste en boule (Bovista pila (en)), qui est plus grande et reliée par un cordon mycélien basal unique. Certaines vesses-de-loup, comme Lycoperdon echinatum, Lycoperdon marginatum, ou Lycoperdon pulcherrimum (en), peuvent perdre leurs aiguillons et passer pour des bovistes. Elles restent cependant attachées au substrat, même à maturité. Disciseda bovista (en) croît dans un « bac-à-sable » (comme un socle formé de sable et de mycélium) dont elle peut se détacher, mais elle n'est jamais globuleuse.

## Écologie et distribution

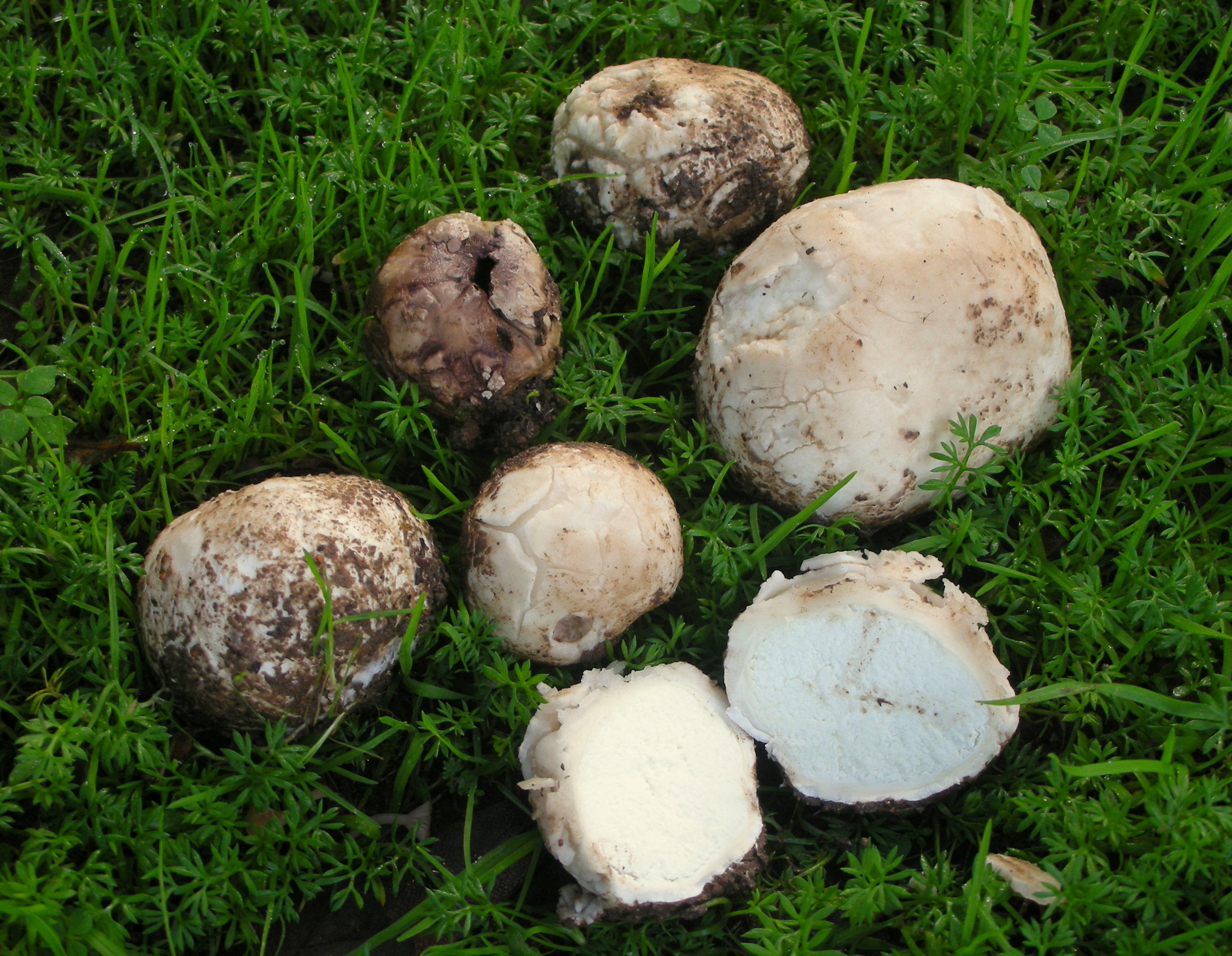
Spécimens de différents âges. Le champignon est comestible lorsque la glèbe est bien blanche.

C'est une espèce saprotrophe qui pousse en milieux herbeux ouverts, comme les pelouses, les pâturages, les parcs, les vieux vergers, les terrains de golf, les cimetières ou encore le long des routes. Elle apparait seule ou en groupes, entre juillet et octobre.
La Boviste plombée est commune et largement distribuée en Amérique du Nord, en Europe, en Asie, et dans le nord de la Nouvelle-Zélande.

## Comestibilité
C'est un champignon comestible lorsque la glèbe est blanche et homogène, mais jugée de peu d'intérêt culinaire.